# Yeo Guat Kwang
Yeo Guat Kwang (* 27. Januar 1961 in Singapur) ist ein ehemaliger singapurischer Politiker. Er war von 1997 bis 2015 Mitglied des singapurischen Parlamentes als Mitglied der People’s Action Party (PAP). Derzeit ist er stellvertretender Generaldirektor des National Trades Union Congress (NTUC).

## Ausbildung
Yeo ging von 1974 bis 1977 auf die The Chinese High School in Singapur und von 1978 bis 1979 auf das Nanyang Junior College. 1982 wechselte er zur National University of Singapore und schloss 1986 sein Studium mit einem Bachelor of Arts in Sozialwissenschaften ab und erwarb im Jahr 1987 vom National Institute of Education ein Postgraduate diploma in Ausbildung. 2013 erhielt Yeo einen Master of Public Administration.

## Karriere

### Bildung
Yeo begann seine verufliche Laufbahn im Jahr 1987 als Lehrer an dem Nanyang Junior College und wurde 1991 Abteilungsleiter an der Anderson Secondary School. Von 1993 bis 1996 war er Fachinspektor für Chinesisch im Bildungsministerium.

### Arbeiterbewegung
1997 trat er der Arbeiterbewegung als Exekutivsekretär der Building Construction and Timber Industries Employees Union (BATU) bei. Im Jahr 2001 wechselte Yeo als Exekutivsekretär zur Singapore Industrial and Services Employees Union (SISEU). Später im Jahr 2007 wurde er Exekutivsekretär der Amalgamated Union of Statutory Board Employees (AUSBE).
Im Januar 2014 wurde Yeo zum stellvertretenden Generalsekretär von NTUC FairPrice ernannt, welches in einer engen Beziehungen zur Regierung Singapurs steht. Dezember 2016 wurde er zum stellvertretenden Generaldirektor von NTUC befördert.
Yeo ist außerdem Vorsitzender des NTUC-Zentrums für Wanderarbeitnehmer, welches 2009 eingerichtet wurde. Er ist auch Leiter des Zentrums für Hausangestellte und Direktor für Sicherheit und Gesundheitsschutz am Arbeitsplatz.
Bis Juni 2012 war Yeo Präsident der Consumers Association of Singapore (CAS), einer von der NTUC gegründeten Verbraucherschutzorganisation.

### Politik
Yeo war von 1997 bis 2001 Mitglied des Parlamentes der Cheng San Group Representation Constituency, von 2001 bis 2011 Mitglied der Aljunied Group Representation Constituency und von 2011 bis 2015 Mitglied der Ang Mo Kio Group Representation Constituency. Während den Parlamentswahlen im Jahr 2015 leitete er das PAP-Team der Aljunied GRC.
Yeo war Vorstandsmitglied bei Public Utilities Board, Land Transport Authority und SPRING Singapore. Derzeit ist er Vorstandsmitglied der Agrar- und Veterinärbehörder von Singapur.

### Privates
Yeo hat derzeit Verwaltungsmandate bei Asiagate Holdings und SIIC Environment Holding inne.
Zuvor war er Direktor in anderen privaten Unternehmen, darunter Neo Group, Asia Water Technology, HLH Group, Japan Foods Holding und viele weitere.